# بیگ سور

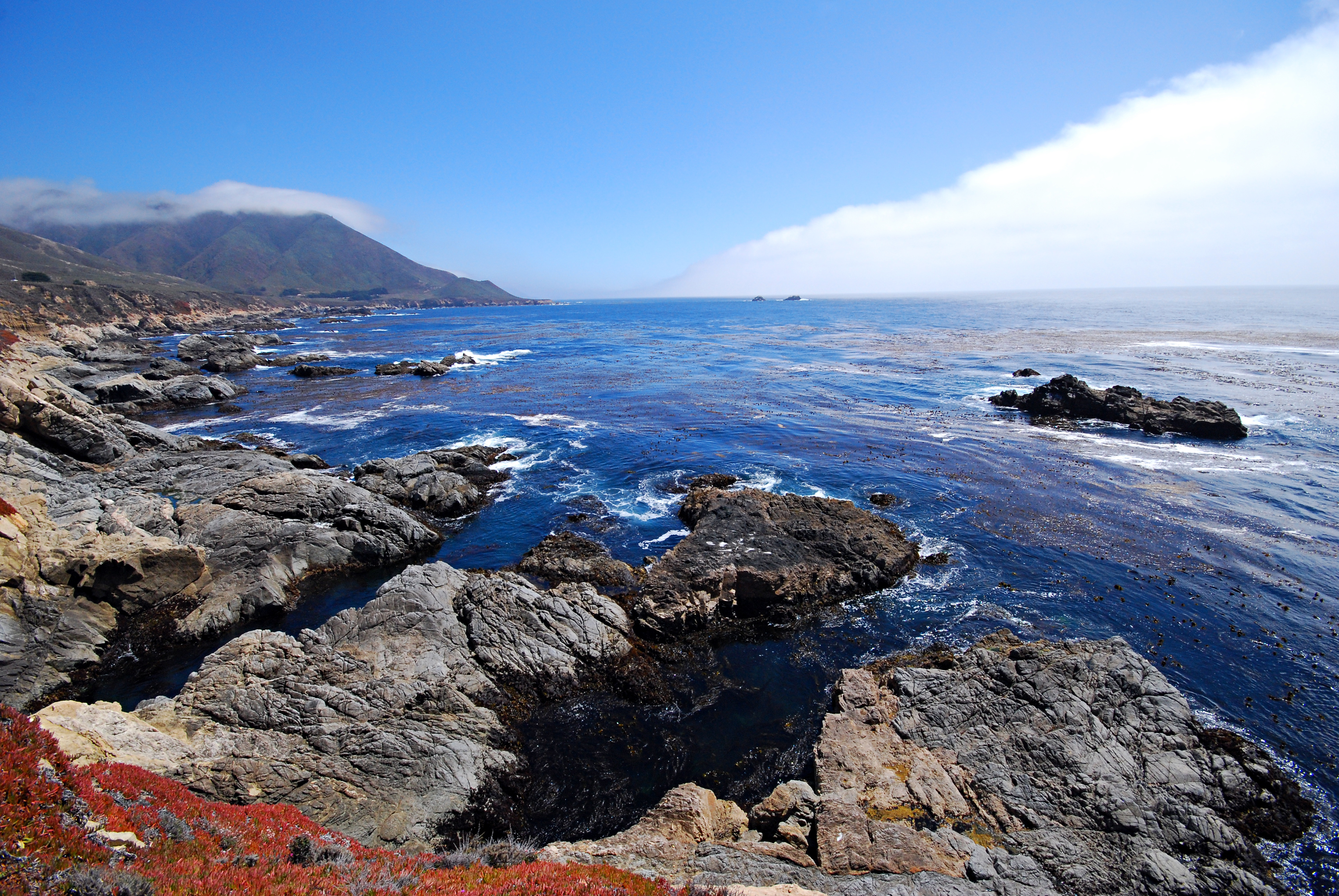

بیگ سور یک شهر ساحلی با جمعیت پراکنده است که در کالیفرنیا واقع است و کوههای سانتالوسیا در این شهر قرار دارد.

## نگارخانه

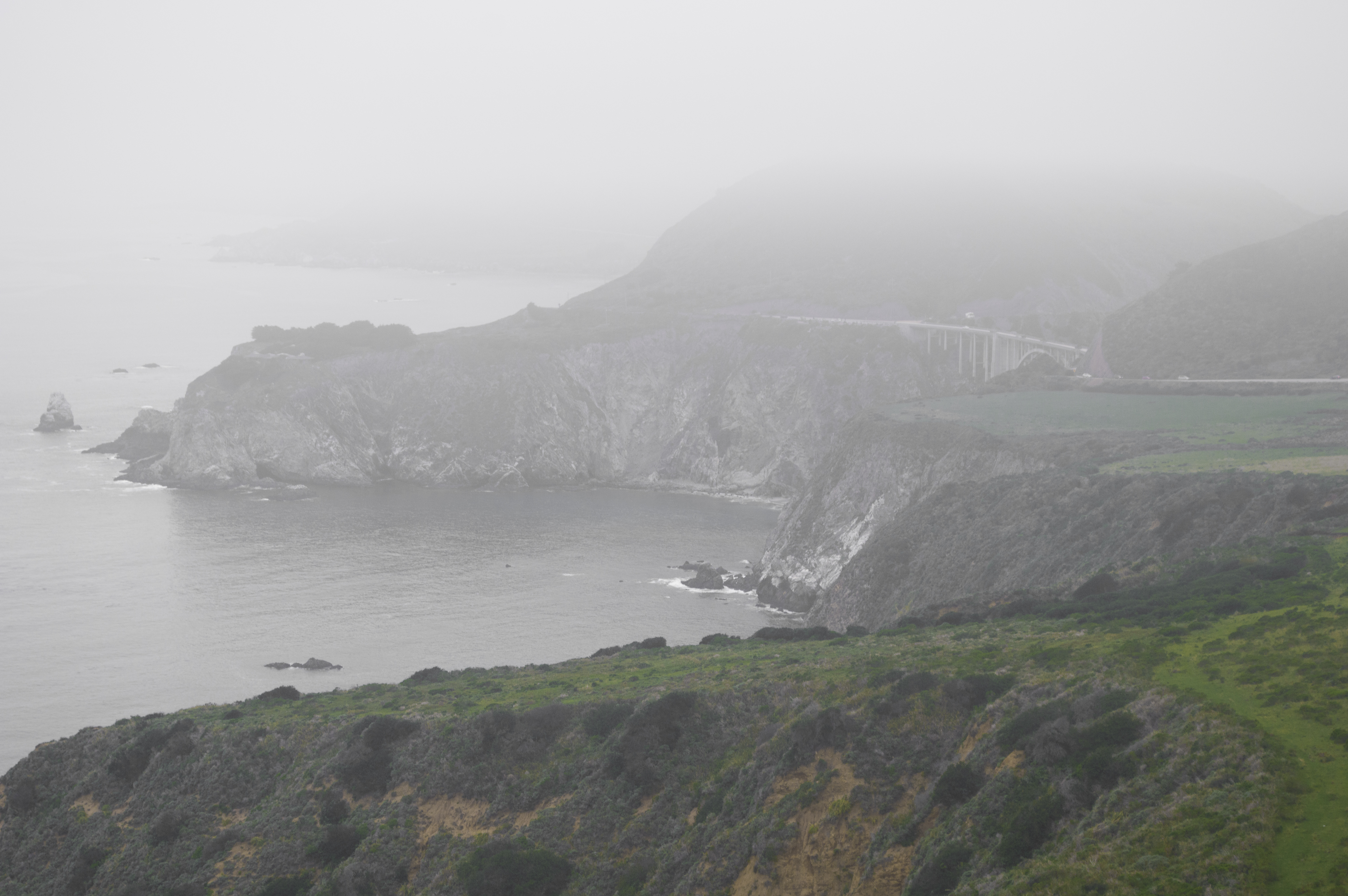
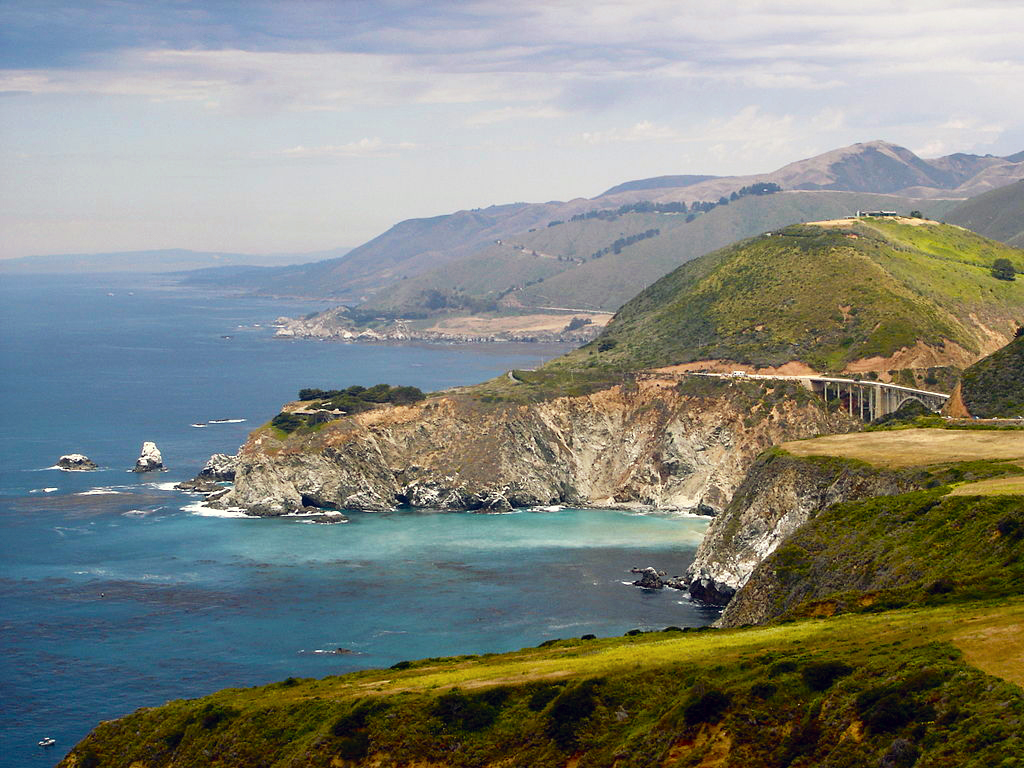
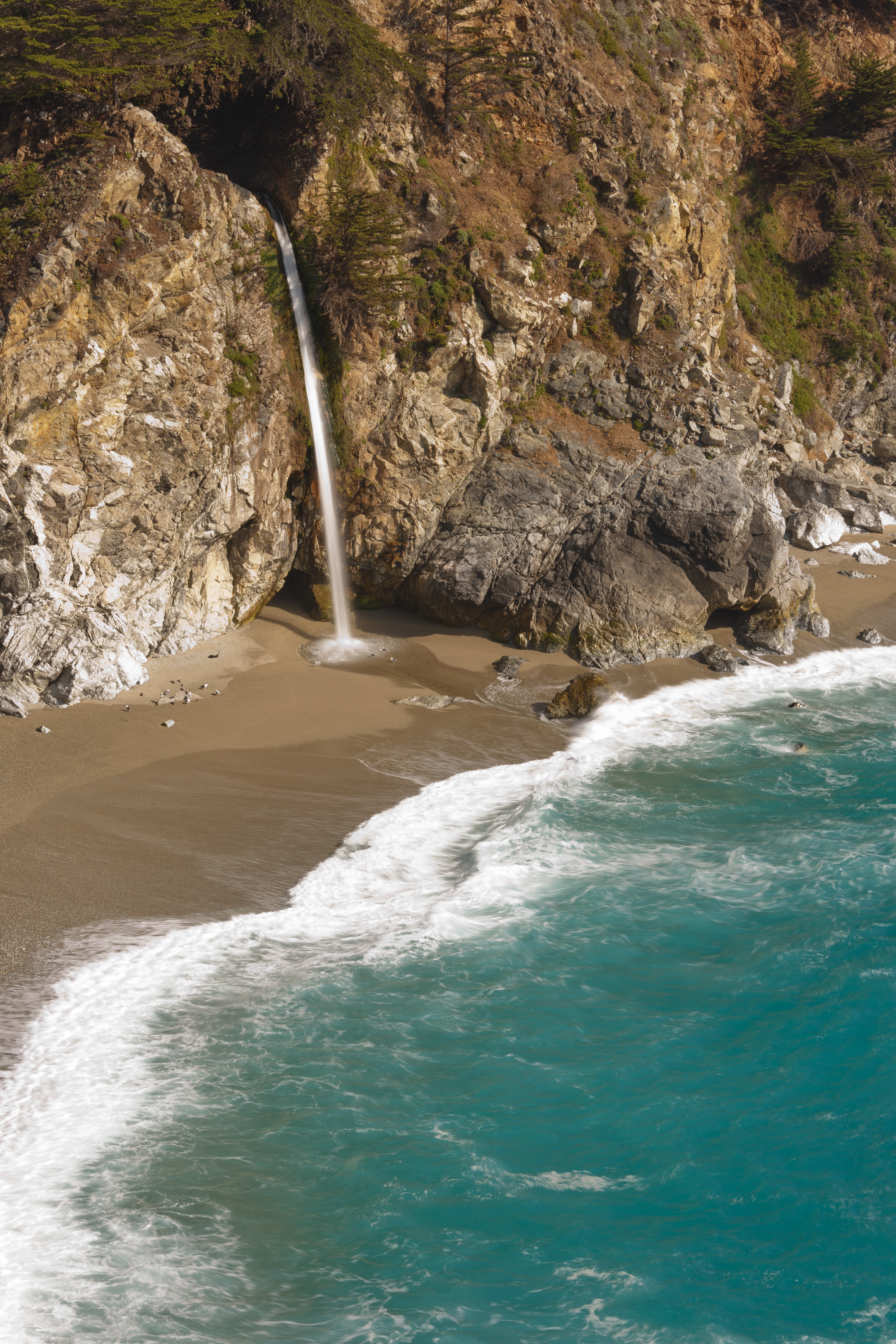
آبشار مک‌وی در ساحل بیگ سور